# Faustyna Starsza

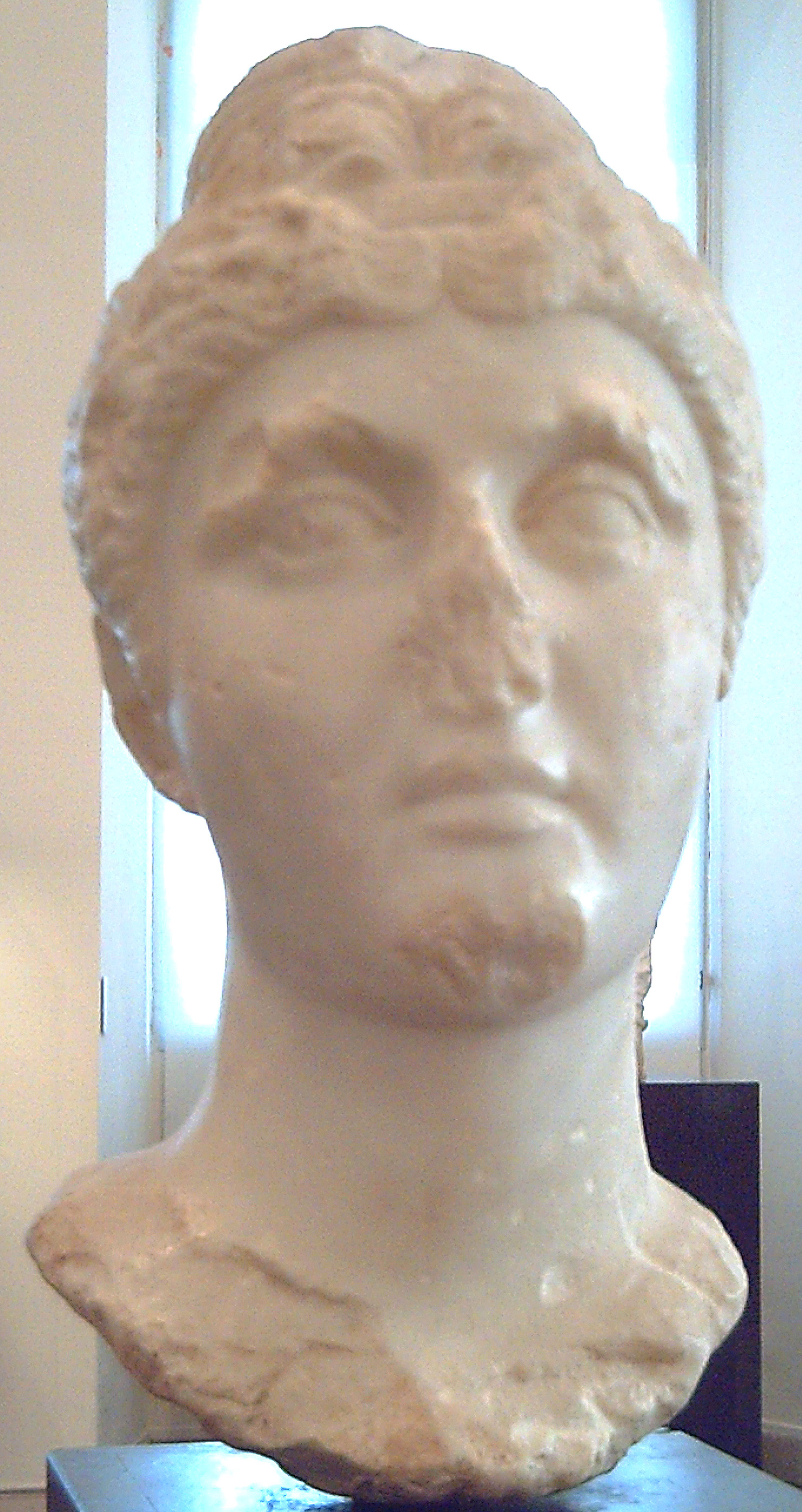
Faustyna Starsza

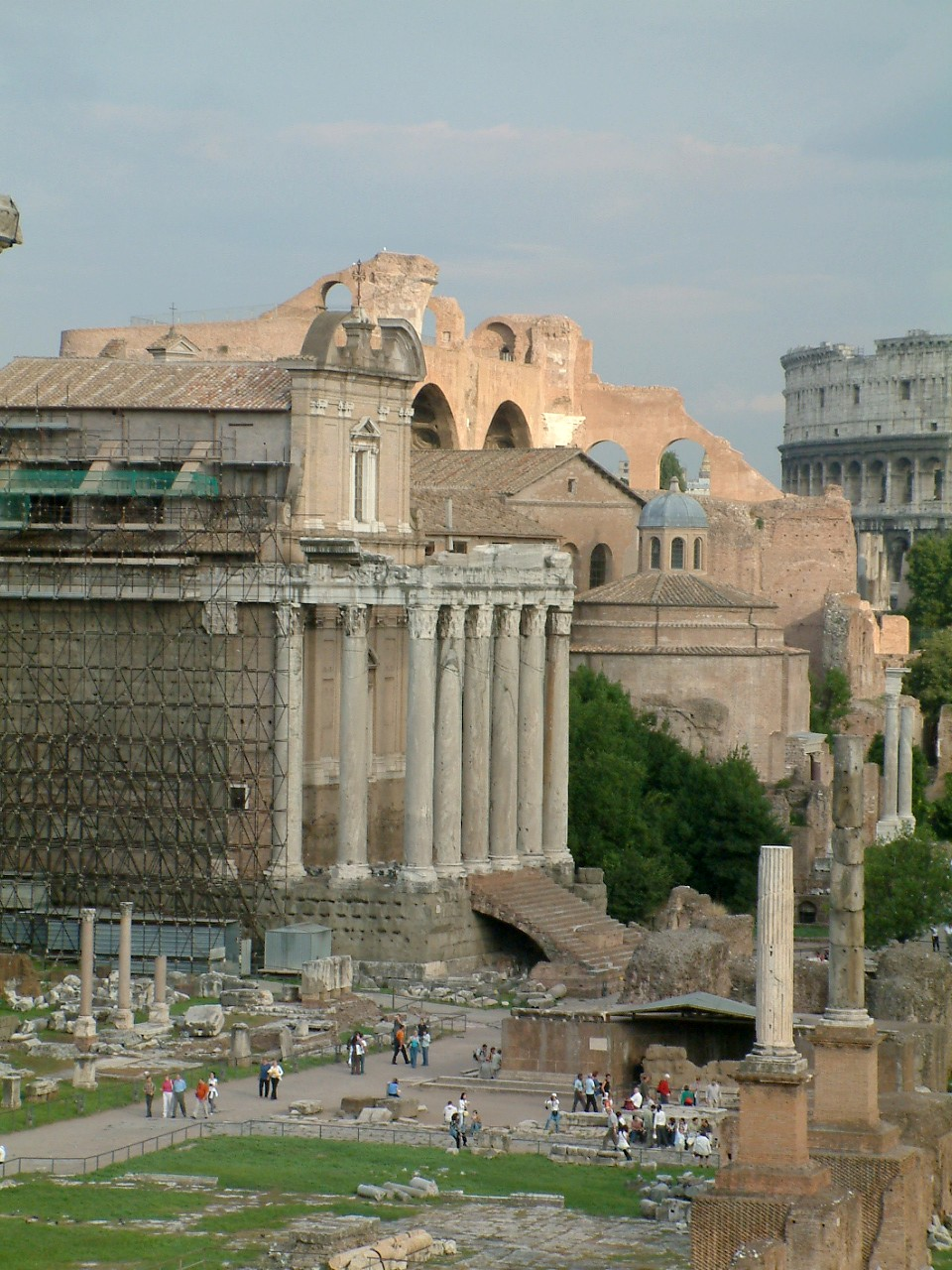
Świątynia Antonina i Faustyny zbudowana na pamiątkę żony na polecenie cesarza

Faustyna Starsza, Annia Galeria Faustina (98/105 – 140/141) – córka Marka Anniusa Verusa (konsula) i Faustyny Rupilii, ciotka Marka Aureliusza. 
Była żoną cesarza Antoninusa Piusa (138–161), matką czworga dzieci (dwóch synów i dwóch córek); w tym najmłodszej Faustyny Młodszej. Wszystkie inne jej dzieci zmarły przed 138, jedno z nich (nieznane z imienia – być może adoptowane) było przodkiem Fabii Orestilli – żony Gordiana I – cesarza w 238 roku.
Wywód przodków:
| 4. NN                  |  |                        |  |  |             |
|                        |  | 2. Marcus Annius Verus |  |  |             |
| 5. NN                  |  |                        |  |  |             |
|                        |  |                        |  |  | 1. Faustyna |
| 6. Libo Rupilius Frugi |  |                        |  |  |             |
|                        |  | 3. Rupilia Faustina    |  |  |             |
| 7. Matidia             |  |                        |  |  |             |
|                        |  |                        |  |  |             |

Małżeństwa i potomstwo:
- Antonin Pius – cesarz 138–161
  - Faustyna Młodsza
    - Lucilla
    - Vibia Sabina, babka Annii Faustiny – żony Heliogabala – cesarza 218–222
    - Kommodus – cesarz 180–192

  - córka N.N.
  - syn N.N.
  - syn N.N.